# Джонс, Сара (политик)
Сара Энн Джонс (англ. Sarah Ann Jones; род. 20 декабря 1972, Кройдон, Лондон) — британский политик от Лейбористской партии, член парламента от округа Кройдон-Уэст, министр в Департаменте энергетической безопасности и декарбонизации и в Департаменте бизнеса и торговли с июля 2024 года.
Являлась членом парламента от округа Кройдон-Сентрал, начиная со всеобщих выборов 2017 года до упразднения округа в 2024 году. Ранее занимала должность теневого министра по вопросам промышленности и декарбонизации в составе теневой команды лейбористов по бизнесу и торговле. До сентября 2023 года Джонс была теневым министром по вопросам полиции и пожарной службы.

## Жизнь и карьера
Джонс родилась в Кройдоне и является его жительницей на протяжении всей своей жизни. Она получила образование в частной школе Old Palace School в Кройдоне и в Даремском университете, где изучала историю. Была членом колледжа Тревельян.
Джонс присоединилась к Лейбористской партии в возрасте 19 лет в 1992 году после того, как увидела выступление депутата от Консервативной партии Питера Лилли, тогдашнего министра государственного департамента социального обеспечения, на ежегодной конференции своей партии, где он критиковал получателей пособий и женщин, которые якобы становятся беременными, чтобы получить социальное жильё. Джонс, которая была беременна в то время, присоединилась к Лейбористской партии в прямой реакции на это выступление.
После окончания университета Джонс работала на Мо Моулэм, члена парламента от Лейбористской партии от округа Редкар и министра по делам Северной Ирландии. Джонс недолго работала пресс-секретарём Лейбористской партии во время всеобщих выборов 1997 года.
Позже Джонс стала руководителем кампаний в благотворительной организации Shelter, занимающейся вопросами жилья. В это время Shelter выиграла премию PR за лучшую общественную кампанию. Позже она была назначена руководителем по общественным делам в NHS Confederation.
Джонс работала старшим государственным служащим и была частью команды, отвечавшей за проведение Олимпийских и Паралимпийских игр 2012 года в Лондоне. Джонс работала с Тессой Джоуэлл, которая в то время была министром по делам Олимпийских игр, и продолжала работать старшим государственным служащим под руководством Джереми Ханта, тогдашнего министра культуры, Олимпийских игр, средств массовой информации и спорта.
Джонс курировала правительственные коммуникации для Олимпийских игр, участвовала в заседаниях комитета COBRA и управляла большой командой государственных служащих и специалистов по коммуникациям из различных правительственных департаментов.
После ухода с государственной службы в 2012 году Джонс работала на ряде должностей в государственном и частном секторе, включая Гатвикский аэропорт, где вела кампанию за строительство второй взлётно-посадочной полосы.
Джонс оставалась близка с Тессой Джоуэлл и в 2018 году возглавила дебаты в Палате общин, отдавая дань уважения борьбе Джоуэлл с раком мозга и её кампании за улучшение лечения рака. Джонс продолжала кампанию после смерти Джоуэлл, побуждая правительство запустить Миссию по борьбе с раком мозга имени Тессы Джоуэлл (TJBCM). После её запуска Джонс была назначена в совместный стратегический совет TJBCM.

## Парламентская карьера
Джонс была выбрана для участия в выборах в одномандатном округе Кройдон-Сентрал на всеобщих выборах 2015 года. Несмотря на достижение 5,9% колебания в пользу лейбористов, Джонс потерпела поражение всего на 165 голосов от действующего депутата-консерватора Гэвина Баруэлла.
На всеобщих выборах 2017 года победила Баруэлла с перевесом в 5652 голоса. Победа Джонс получила дополнительное внимание из-за того, что Баруэлл опубликовал книгу под названием «Как выиграть одномандатный округ» после своей победы в 2015 году.
Джонс выступила с первой речью в Палате общин во время дебатов по поводу пожара в Grenfell Tower. Джонс критиковала политиков за то, что они не прислушались к жертвам пожара до катастрофы, и призвала правительство оснастить все башни муниципального жилья спринклерной системой пожаротушения. Речь получила широкое освещение, так как это был первый случай, когда в парламенте был процитирован рэпер из Кройдона Stormzy, с предупреждением Джонс депутатам: «Вы никогда не слишком велики для того, чтобы получить по заслугам» (You're never too big for the boot).
После того как Джонс выделила рост преступлений с применением ножей в Кройдоне во время предвыборной кампании, она начала кампанию, призывающую к более сильному ответу правительства на подобные преступления по всей Великобритании. В сентябре 2017 года она запустила Всепартийную парламентскую группу (APPG) по преступлениям с применением ножей, будучи избранной председателем группы. На запуске группы более 30 депутатов и пэров присоединились к группе, которую поддерживали благотворительные организации Redthread и Barnardo's. Заявленные цели APPG заключаются в «подробном рассмотрении коренных причин преступлений с применением ножей — с особым акцентом на предотвращение и раннее вмешательство». Будучи председателем APPG, Джонс опубликовала отчёт о роли молодёжных служб в борьбе с преступлениями с применением ножей. Это исследование многократно упоминалось в парламенте.
Под руководством Джонс APPG также опубликовала отчёт о связи между исключениями из школы и преступлениями с применением ножей, в котором было установлено, что дети, исключённые из школы, могут подвергаться серьёзному риску вовлечения в преступления с применением ножей и молодёжное насилие.
В январе 2018 года Джонс была назначена парламентским личным секретарём Джона Хили, теневого министра жилищного строительства от Лейбористской партии, а затем была повышена до теневого министра жилищного строительства в 2018 году, сменив Тони Ллойда. На передовой линии Лейбористской партии Джонс призывала правительство внедрить реформу пожарной безопасности и обеспечить защиту арендаторов. Вместе с Джоном Хили она опубликовала «Прекращение скандала: Новый договор лейбористов для арендаторов» в июле 2019 года. Она была переизбрана на выборах в декабре 2019 года, снова от Кройдона.
Она поддержала Кира Стармера на выборах лидера Лейбористской партии в 2020 году. В апреле 2020 года лидер оппозиции Кир Стармер назначил Джонс теневым министром по вопросам полиции и пожарной службы.
Джонс провела через парламент Закон о пожарной безопасности 2021 года и внесла поправки, чтобы предотвратить перекладывание расходов на обеспечение пожарной безопасности на арендаторов. Правительство согласилось с поправками Джонс по внедрению рекомендаций первого этапа расследования Гренфелла к октябрю 2021 года.
На перестановке теневого кабинета в Великобритании в 2023 году ей была назначена новая роль теневого министра по вопросам промышленности и декарбонизации.

## Политические взгляды
По поводу роста уровня преступности с применением ножей Джонс сказала:
Пока парламентский фарс и тупик продолжаются, реальность для нашей страны — это регресс. Самый явный симптом — продолжающаяся эпидемия насилия с применением ножей. По всей стране дети вооружаются и погибают на наших улицах. Какой ещё больший символ поколения, оставленного без внимания и потерявшего все надежды, может быть?
Джонс называет Мо Моулэм своим политическим героем, и в марте 2023 года выступила на открытии Кинематографического художественного студии Мо Моулэм в Университете Ольстера. В своей речи она говорила о непоколебимой приверженности Моулэм миру в Северной Ирландии. По словам Джонс, отправной точкой для Моулэм была её «тотальная радость от человечества... прагматизм для того, чтобы двигаться вперёд» и приверженность работе «на общей платформе».
До своего избрания Джонс комментировала состав Палаты общин. Она сказала: «Я думаю, что все согласны с тем, что в парламенте дисбаланс всё ещё сохраняется. Там недостаточно женщин, недостаточно представителей этнических меньшинств, недостаточно людей с инвалидностью... Парламент не отражает людей, которых он призван служить, и я думаю, что если у вас есть все эти разные перспективы в комнате, у вас будет лучший разговор и лучшие результаты».
Джонс поддерживает право на аборт. Во время принятия Закона о публичном порядке Джонс активно поддерживала с передовых позиций лейбористов поправки, вводящие так называемые «буферные зоны» вокруг клиник по прерыванию беременности. Эти поправки позже были приняты в закон.

## Личная жизнь
Джонс замужем и имеет четверых детей: Джозефа Джонса, Изобель Ллойд-Джонс и близнецов Габриэля и Артура Ллойд-Джонс. Первого ребёнка она родила в возрасте 19 лет.
Джонс воспитывалась в Методистской церкви и заявила в Палате общин, что иногда молится.